# Branton, South Yorkshire
Branton är en by i Doncaster i South Yorkshire i England. Byn är belägen 32 km 
från Sheffield. Orten har 2 219 invånare (2016). Byn nämndes i Domedagsboken (Domesday Book) år 1086, och kallades då Brantone.